# Gustav von Wulffen (Kreisdirektor)
Karl Friedrich Gustav von Wulffen (* 29. März 1835 in Insterburg; † 25. Dezember 1889 in Straßburg im Elsaß) war ein deutscher Verwaltungsbeamter.

## Leben
Gustav war ein Sohn des Oberlandgerichtsrates Adolf von Wulffen (1798–1857) und dessen Ehefrau Pauline, geborene Meurer (1810–1885). Der preußische Generalleutnant Ferdinand von Wulffen (1833–1902) war sein älterer Bruder.
Wulffen studierte an der Friedrich-Wilhelms-Universität Berlin. 1853 wurde er Mitglied des Corps Marchia Berlin. Nach dem Studium wurde er Verwaltungsbeamter. Nach der Reichsgründung 1871 trat er in den Staatsdienst des Deutschen Reichs ein und war bis 1882 Kreisdirektor des Kreises Zabern.
Aus seiner am 22. Juni 1869 in Spiegelberg geschlossenen Ehe mit Vera Freiin Schoultz von Ascheraden, verwitwete von Schmidt (1850–1891) gingen die Kinder Auguste (* 1870), Adolf (* 1871), Margarthe (* 1874), Anna (* 1876) und Elsa (* 1879) hervor.